# Lista lekcjonarzy Nowego Testamentu

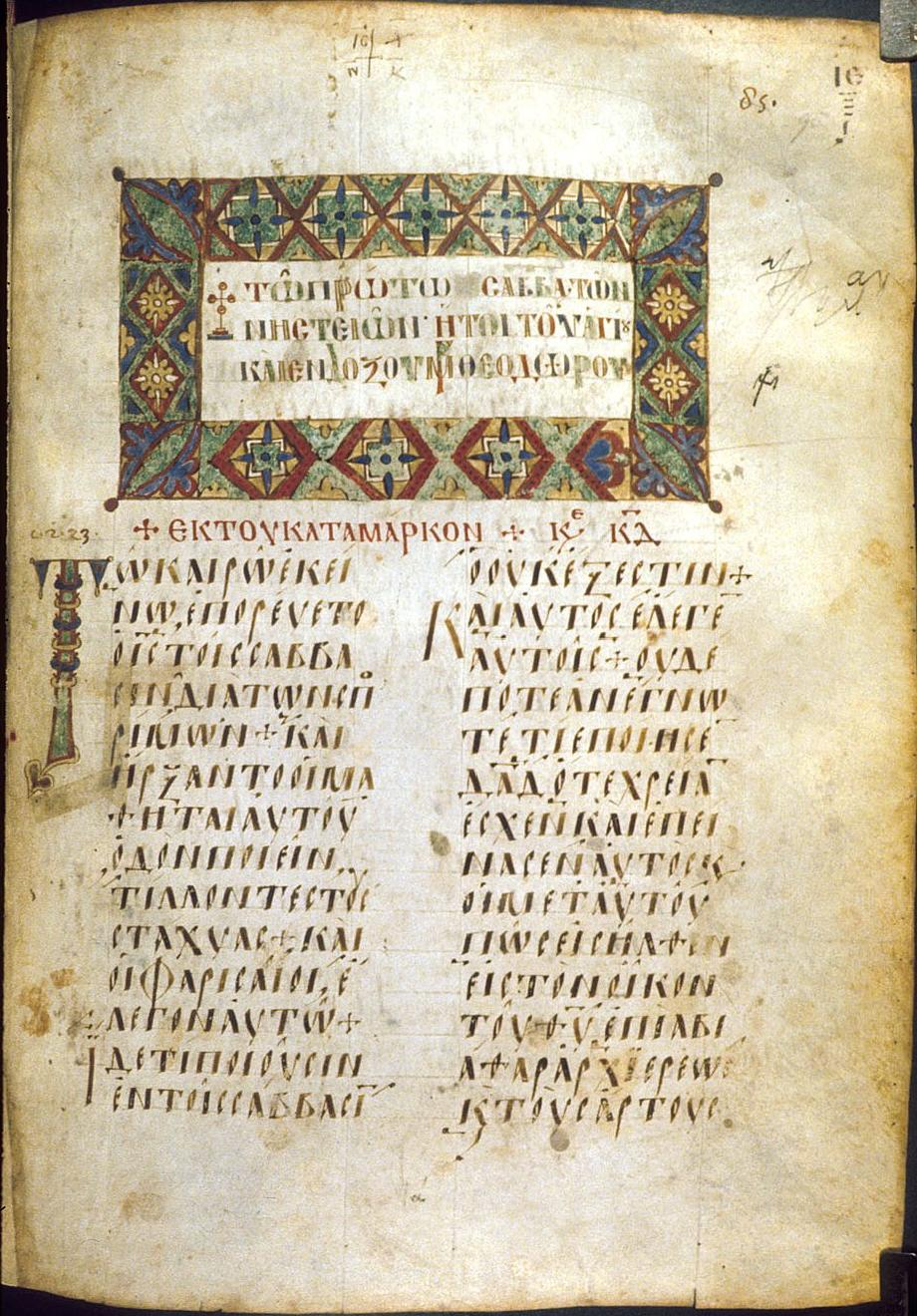
Lekcjonarz 152

Lekcjonarz Nowego Testamentu jest kopią partii Nowego Testamentu napisany grecką uncjałą albo minuskułą, sporządzony na pergaminie, welinie, albo papierze
Lekcjonarze Nowego Testamentu różnią się od:
- papirusów Nowego Testamentu
- kodeksów majuskułowych
- kodeksów minuskułowych

Przed Scholzem (1794-1852) znano zaledwie 57 Ewangeliarzy i 20 Apostoloi. Scholz podniósł liczbę lekcjonarzy do 181 Ewangeliarzy i 58 Apostoloi. Gregory w 1909 wyliczył już 2234 lekcjonarzy. Dzieło katalogowania kontynuowali Ernst von Dobschütz oraz Kurt Aland. Do dzisiaj skatalogowanych zostało 2453 lekcjonarzy przez (INTF) w Münster. Tekst lekcjonarzy jest zasadniczo biorąc bizantyjski z zauważalnym wpływem cezarejskim.

## Lista ważnych, bądź wybranych lekcjonarzy
- Numery lekcjonarzy są nadawane zgodnie z systemem utworzonym przez Caspar René Gregory.
- Daty są przybliżone z dokładnością do 50 lat (z wyjątkiem sytuacji, kiedy sam skryba datował sporządzony przez siebie kodeks).
- Zawierają albo lekcje z Ewangelii (Ewangeliarz), albo z pozostałych części NT z wyjątkiem Apokalipsy (Apostolos).

| #      | Data         | Zawiera                   | Instytucja                                                          | Miasto                     | Kraj              |
| ------ | ------------ | ------------------------- | ------------------------------------------------------------------- | -------------------------- | ----------------- |
| ℓ 1    | X            | Ewangeliarz (uncjała)     | Biblioteka Narodowa Francji, Gr. 278                                | Paryż                      | Francja           |
| ℓ 2    | X            | Evangelistarion (uncjała) | Biblioteka Narodowa Francji, Gr. 280                                | Paryż                      | Francja           |
| ℓ 3    | XI           | Evangelistarion (uncjała) | Lincoln College, Gr. 15                                             | Oksford                    | Wielka Brytania   |
| ℓ 4    | XI           | Evangelistarion           | University of Cambridge Library, Dd. 8.49                           | Cambridge                  | Wielka Brytania   |
| ℓ 5    | X            | Evangelistarion (uncjała) | Bodleian Library, Barocci 202                                       | Oksford                    | Wielka Brytania   |
| ℓ 6    | 1265         | Evangelistarion (uncjała) | Universiteit Leiden, Or. 243                                        | Lejda                      | Holandia          |
| ℓ 7    | 1204         | Evangelistarion           | Biblioteka Narodowa Francji, Gr. 301                                | Paryż                      | Francja           |
| ℓ 8    | XIV          | Evangelistarion           | Biblioteka Narodowa Francji, Gr. 312                                | Paryż                      | Francja           |
| ℓ 9    | XIII         | Evangelistarion           | Biblioteka Narodowa Francji, Gr. 307                                | Paryż                      | Francja           |
| ℓ 10   | XIII         | Evangelistarion           | Biblioteka Narodowa Francji, Gr. 287                                | Paryż                      | Francja           |
| ℓ 11   | XIII         | Evangelistarion           | Biblioteka Narodowa Francji, Gr. 309                                | Paryż                      | Francja           |
| ℓ 12   | XIII         | Evangelistarion           | Biblioteka Narodowa Francji, Gr. 310                                | Paryż                      | Francja           |
| ℓ 13   | XII          | Evangelistarion           | Biblioteka Narodowa Francji, Coislin Gr. 31                         | Paryż                      | Francja           |
| ℓ 14   | XVI          | Evangelistarion           | Biblioteka Narodowa Francji, Gr. 315                                | Paryż                      | Francja           |
| ℓ 15   | XIII         | Evangelistarion           | Biblioteka Narodowa Francji, Gr. 302                                | Paryż                      | Francja           |
| ℓ 16   | XII          | Evangelistarion           | Biblioteka Narodowa Francji, Gr. 297                                | Paryż                      | Francja           |
| ℓ 17   | IX           | Evangelistarion (uncjała) | Biblioteka Narodowa Francji, Gr. 279                                | Paryż                      | Francja           |
| ℓ 18   | XII          | Evangelistarion †         | Bodleian Library, Laud. Gr. 32                                      | Oksford                    | Wielka Brytania   |
| ℓ 19   | XIII         | Evangelistarion           | Bodleian Library, Auct. D. inf. 2.12                                | Oksford                    | Wielka Brytania   |
| ℓ 20   | 1047         | Evangelistarion           | Bodleian Library, Laud. Gr. 34                                      | Oksford                    | Wielka Brytania   |
| ℓ 21   | XIV          | Evangelistarion           | Bodleian Library, Arch. Selden. B. 56                               | Oksford                    | Wielka Brytania   |
| ℓ 22   | XIV          | Evangelistarion           | Bodleian Library, Arch. Selden. B. 54                               | Oksford                    | Wielka Brytania   |
| ℓ 23   | XI           | Evangelistarion           | British Library, Cotton. Vesp. B. 18                                | Londyn                     | Wielka Brytania   |
| ℓ 24   | X            | Evangelistarion           | Bayerische Staatsbibliothek, Gr. 353                                | Monachium                  | Niemcy            |
| ℓ 25   | XIII         | Evangelistarion           | British Library, Harley 5650                                        | Londyn                     | Wielka Brytania   |
| ℓ 26   | XIII         | Evangelistarion †         | Bodleian Library, Selden Supra 2                                    | Oksford                    | Wielka Brytania   |
| ℓ 27   | XIV          | Evangelistarion           | Bodleian Library, Selden Supra 3                                    | Oksford                    | Wielka Brytania   |
| ℓ 28   | XIII         | Evangelistarion †         | Bodleian Library, Auct. D. inf. 2.14                                | Oksford                    | Wielka Brytania   |
| ℓ 29   | XII          | Evangelistarion †         | Bodleian Library, Auct. D. inf. 2.15                                | Oksford                    | Wielka Brytania   |
| ℓ 30   | 1225         | Evangelistarion           | Bodleian Library, Cromw. 11                                         | Oksford                    | Wielka Brytania   |
| ℓ 31   | XII          | Evangelistarion           | Stadtbibliothek, Ms. Cent. V. App. 40                               | Norymberga                 | Niemcy            |
| ℓ 32   | XI           | Evangelistarion           | Landesbibliothek, Membr. I 78                                       | Gotha                      | Niemcy            |
| ℓ 33   |              | = ℓ 563                   |                                                                     |                            |                   |
| ℓ 34   | IX           | Ewangeliarz (uncjała)     | Bayerische Staatsbibliothek, Gr. 329                                | Monachium                  | Niemcy            |
| ℓ 35   | XI           | Ewangeliarz (uncjała)     | Biblioteka Watykańska, Vat. gr. 351                                 | Watykan                    |                   |
| ℓ 36   | X            | Ewangeliarz (uncjała)     | Biblioteka Watykańska, Vat. gr. 1067                                | Watykan                    |                   |
| ℓ 37   | XII          | Ewangeliarz               | Biblioteka Watykańska, Borg. gr. 6                                  | Watykan                    |                   |
| ℓ 38   | XV           | Ewangeliarz               | Uniwersytet w Getyndze, Cod. Ms. theol. 33                          | Getynga                    | Niemcy            |
| ℓ 39   | XIII         | Ewangeliarz               | Biblioteka Narodowa Francji, Suppl. Gr. 104                         | Paryż                      | Francja           |
| ℓ 40   | X            | Ewangeliarz (uncjała)     | Eskurial, Ψ. III. 14                                                | San Lorenzo de El Escorial | Hiszpania         |
| ℓ 41   | XI           | Ewangeliarz (uncjała)     | Eskurial, X. III. 12                                                | San Lorenzo de El Escorial | Hiszpania         |
| ℓ 42   | X            | Ewangeliarz (uncjała)     | Eskurial, X. III. 13                                                | San Lorenzo de El Escorial | Hiszpania         |
| ℓ 43   | XIII         | Ewangeliarz               | Eskurial, X. III. 16                                                | San Lorenzo de El Escorial | Hiszpania         |
| ℓ 44   | XII          | Apostolos                 | Det Kongelige Bibliotek, GkS                                        | Kopenhaga                  | Dania             |
| ℓ 45   | X            | Ewangeliarz (uncjała)     | Austriacka Biblioteka Narodowa, Jur. gr. 5, fol. 575-580            | Wiedeń                     | Austria           |
| ℓ 46   | IX           | Ewangeliarz (uncjała)     | Biblioteca Nazionale Vittorio Emanuele III, Cod. Neapol. ex Vind. 2 | Neapol                     | Włochy            |
| ℓ 47   | X            | Ewangeliarz               | Państwowe Muzeum Historyczne, V. 11, S. 42                          | Moskwa                     | Rosja             |
| ℓ 48   | 1055         | Ewangeliarz               | Państwowe Muzeum Historyczne, V. 15, S. 43                          | Moskwa                     | Rosja             |
| ℓ 49   | X/XI         | Ewangeliarz               | Państwowe Muzeum Historyczne, V. 12, S. 225                         | Moskwa                     | Rosja             |
| ℓ 50   | XIV          | Ewangeliarz               | Państwowe Muzeum Historyczne, V. 10, S. 226                         | Moskwa                     | Rosja             |
| ℓ 51   | XIV          | Ewangeliarz               | Państwowe Muzeum Historyczne, V. 20, S. 224                         | Moskwa                     | Rosja             |
| ℓ 52   | XIV          | Ewangeliarz, Apostolos    | Państwowe Muzeum Historyczne, V. 261, S. 279                        | Moskwa                     | Rosja             |
| ℓ 53   | XV           | Ewangeliarz, Apostolos    | Państwowe Muzeum Historyczne, V. 262, S. 280                        | Moskwa                     | Rosja             |
| ℓ 54   | 1470         | Ewangeliarz, Apostolos    | Państwowe Muzeum Historyczne, V. 263, S. 281                        | Moskwa                     | Rosja             |
| ℓ 55   | 1602         | Ewangeliarz, Apostolos    | Państwowe Muzeum Historyczne, V. 264, S. 454                        | Moskwa                     | Rosja             |
| ℓ 56   | XV/XVI       | Ewangeliarz, Apostolos    | Państwowe Muzeum Historyczne, V. 392, S. 466                        | Moskwa                     | Rosja             |
| ℓ 57   | XV           | Ewangeliarz, Apostolos    | Sächsische Landesbibliothek, A. 151                                 | Drezno                     | Niemcy            |
| ℓ 58   | XVI          | Ewangeliarz †             | Biblioteka Narodowa Francji, Suppl. Gr. 50                          | Paryż                      | Francja           |
| ℓ 59   | XI           | Apostolos                 | Synod Coll., Cod. 4                                                 | Moskwa                     | Rosja             |
| ℓ 60   | 1021         | Ewangeliarz, Apostolos    | Biblioteka Narodowa Francji, Gr. 375                                | Paryż                      | Francja           |
| ℓ 61   | XII          | Ewangeliarz †             | Biblioteka Narodowa Francji, Gr. 182                                | Paryż                      | Francja           |
| ℓ 62   | XII          | Ewangeliarz, Apostolos    | Państwowe Muzeum Historyczne, V. 22, S. 304                         | Moskwa                     | Rosja             |
| ℓ 63   | IX           | Ewangeliarz (uncjała)     | Biblioteka Narodowa Francji, Gr. 277                                | Paryż                      | Francja           |
| ℓ 64   | IX           | Ewangeliarz (uncjała)     | Biblioteka Narodowa Francji, Gr. 281                                | Paryż                      | Francja           |
| ℓ 65   | IX           | Ewangeliarz (uncjała)     | Biblioteka Narodowa Francji, Gr. 282                                | Paryż                      | Francja           |
| ℓ 66   |              |                           |                                                                     |                            |                   |
| ℓ 67   | XII          | Ewangeliarz               | Biblioteka Narodowa Francji, Gr. 284                                | Paryż                      | Francja           |
| ℓ 69   | XII          | Ewangeliarz               | Biblioteka Narodowa Francji, Gr. 256                                | Paryż                      | Francja           |
| ℓ 70   | XII          | Ewangeliarz               | Biblioteka Narodowa Francji, Gr. 288                                | Paryż                      | Francja           |
| ℓ 71   | XI           | Ewangeliarz               | Biblioteka Narodowa Francji, Gr. 289                                | Paryż                      | Francja           |
| ℓ 72   | XIII         | Ewangeliarz               | Biblioteka Narodowa Francji, Gr. 290, fol. 4-190                    | Paryż                      | Francja           |
| ℓ 73   | XII          | Ewangeliarz               | Biblioteka Narodowa Francji, Gr. 291                                | Paryż                      | Francja           |
| ℓ 74   | XII          | Ewangeliarz               | Biblioteka Narodowa Francji, Gr. 292                                | Paryż                      | Francja           |
| ℓ 75   | XII          | Ewangeliarz               | Biblioteka Narodowa Francji, Gr. 293                                | Paryż                      | Francja           |
| ℓ 89   |              |                           |                                                                     |                            |                   |
| ℓ 90   |              |                           |                                                                     |                            |                   |
| ℓ 91   | XIV          | Ewangeliarz               | Biblioteka Narodowa Francji, Gr. 318                                | Paryż                      | Francja           |
| ℓ 92   | XIV          | Ewangeliarz, Apostolos    | Biblioteka Narodowa Francji, Gr. 324                                | Paryż                      | Francja           |
| ℓ 93   | XVI          | Ewangeliarz               | Biblioteka Narodowa Francji, Gr. 326                                | Paryż                      | Francja           |
| ℓ 94   | XII          | Ewangeliarz, Apostolos    | Biblioteka Narodowa Francji, Gr. 330                                | Paryż                      | Francja           |
| ℓ 95   | XIV          | Ewangeliarz               | Biblioteka Narodowa Francji, Gr. 374                                | Paryż                      | Francja           |
| ℓ135   | VIII         |                           | Biblioteka Watykańska, Barb. Gr. 472                                | Watykan                    | —                 |
| ℓ 150  | 995          | Uncjalny Ewangeliarz      | British Library, MS Harl 5598                                       | Londyn                     | Wielka Brytania   |
| ℓ 183  | X            | Uncjalny Ewangeliarz      | British Library, Arundel 547                                        | Londyn                     | Wielka Brytania   |
| ℓ 232  |              |                           |                                                                     |                            |                   |
| ℓ 233  | XI           | Ewangeliarz               | British Library, Add 39603                                          | Londyn                     | Wielka Brytania   |
| ℓ 295  |              |                           |                                                                     |                            |                   |
| ℓ 296  | X            | Ewangeliarz               | Houghton Library, Uniwersytet Harvarda, Ms. Gr. 6                   | Cambridge                  | USA               |
| ℓ 297  | XIII         | Ewangeliarz †             | Houghton Library, Uniwersytet Harvarda, Ms. Gr. 7 (1)               | Cambridge                  | USA               |
| ℓ 298  | XIV          | Ewangeliarz               | Houghton Library, Uniwersytet Harvarda, Ms. Gr. 12                  | Cambridge                  | USA               |
| ℓ 302  | XV (papier)  | Ewangeliarz               | KW Clark Gk Ms 83                                                   | Duke University            | Stany Zjednoczone |
| ℓ 303  | XV           | Ewangeliarz               | TS 11.21.1900                                                       | Princeton                  | Stany Zjednoczone |
| ℓ 330  | 1185         | Ewangeliarz               | British Library, Add MS 28817                                       | Londyn                     | Wielka Brytania   |
| ℓ 451  | 1052         | Ewangeliarz               | KW Clark Gk Ms 85                                                   | Duke University            | Stany Zjednoczone |
| ℓ542   | X            | Uncjalny Ewangeliarz      | Biblioteka Watykańska Gr. 355                                       | Watykan                    | —                 |
| ℓ 559  | VIII/IX      | Ewangeliarz               | Biblioteka Watykańska, Gr. 2061                                     | Watykan                    | —                 |
| ℓ 562  | 991          | Ewangeliarz               | Biblioteka Watykańska Gr. 2138                                      | Watykan                    | —                 |
| ℓ 563  |              | patrz ℓ 33                |                                                                     |                            |                   |
| ℓ 648  | XVI (papier) | Ewangeliarz               | KW Clark Gk MS 28                                                   | Duke University            | Stany Zjednoczone |
| ℓ 809  | XII          | Apostolos                 | Klasztor Świętej Katarzyny Gr. 286                                  | Synaj                      | Egipt             |
| ℓ 965  | IX           |                           | Biblioteka Narodowa Francji (Copt. 129,10, fol. 198)                | Paryż                      | Francja           |
| ℓ 1033 | 1152         | Ewangeliarz               | Anastaseos 9                                                        | Jerozolima                 | Izrael            |
| ℓ 1491 | 1008         | Ewangeliarz               | British Library Add. MS 36751                                       | Londyn                     | Wielka Brytania   |
| ℓ 1575 | IX           | Listy Pawła (uncjała)     | Austriacka Biblioteka Narodowa, Pap. K. 16                          | Wiedeń                     | Austria           |
| ℓ 1611 | XIV          | Apostolos                 | University of Michigan (Ms. 8, ff. 96, 106-112)                     | Ann Arbor                  | USA               |
| ℓ 2321 | VII/VIII     | Ewangeliarz               | Biblioteka Watykańska, Gr. 2061                                     | Watykan                    | —                 |